# Anagé
Anagé es un municipio brasileño del estado de Bahía, distante cerca de 560 kilómetros de la capital.
Su población estimada en 2005 era de 24 492 habitantes. IBGE

## Historia
Anagé fue fundada por el explorador y capitán mayor Juán Gonçalves de la Costa, en el año de 1784, cuando abría la ruta uniendo el Festival de la Conquista con Caetité y el río São Francisco. La región, entonces, era habitada por los indios imborés y mongoiós.